# James Wong
James "Jim" Wong (kinesiska: 黃毅瑜, hanyu pinyin: Huáng Yìyú), född 20 april 1959 i Hongkong, är en amerikansk TV-producent, manusförfattare, och före detta filmregissör.

## Uppväxt
Wong föddes i Hongkong år 1959. Han och hans familj flyttade sedan till USA, och bosatte sig i San Diego, Kalifornien, när han var tio år gammal. Sin high school-tid spenderade han i grannorten El Cajon, där han också skulle komma att träffa sin framtida kollega Glen Morgan, som han dessutom studerade tillsammans med, på Loyola Marymount University. Efter att ha tagit examen från detta universitet år 1983, började han arbeta som assistent åt film- och TV-producenten Sandy Howard, under tiden som han och Morgan även började med att skriva manus tillsammans.

## Karriär
Wong skrev, tillsammans med Glen Morgan, manuset till filmen Ondskans terror (The Boys Next Door), som hade biopremiär år 1985. Han skulle sedan få jobb som berättelseredaktör, på den kortlivade ABC-serien Knightwatch, för att sedan börja arbeta för Stephen J. Cannells produktionsbolag Stephen J. Cannell Productions, där även hans kollega Glen Morgan arbetade. Bland de produktioner, som han har varit delaktig i på detta produktionsbolag, märks: Wiseguy, Scali, och 21 Jump Street, samt dess spinoff-serie Booker.
År 1993 började Wong, tillsammans med Glen Morgan, att arbeta för Chris Carters TV-serie Arkiv X, där de skulle komma att arbeta under tre säsonger. År 1995 fick de båda männen även en egen TV-serie, vid namn Slaget om Tellus, som lades ner efter bara en säsong. Wong och Morgan skulle även komma att vara delaktiga i arbetet kring Chris Carters andra TV-serie Millennium, samt vara exekutiva producenter för den kortlivade NBC-serien The Others.
Under år 1995 blev både Wong och Morgan anlitade som manusförfattare, till vad som skulle ha blivit en tredje film om skräckserien Tales from the Crypt. Filmens exekutiva producenter, Joel Silver, Richard Donner, Walter Hill, David Giler, och Robert Zemeckis, älskade de båda männens skrivna manus, medan filmens huvudproducenter, Gilbert Adler och A L Katz, hatade det. Den ansågs även, enligt filmbolaget Universal Studios, vara alldeles för dyr för att ens bli filmad, vilket gjorde att arbetet kring den lades ner.
År 2000 var Wong regissör på filmen Final Destination, som var en omarbetad version av ett tilltänkt avsnitt av Arkiv X, skrivet av Jeffrey Reddick. Året efter, det vill säga år 2001, var han regissör på actionfilmen The One, med Jet Li i huvudrollen. Han skulle även komma att bli delaktig som producent, på 2003 års version av skräckfilmen Willard, samt vara regissör på filmen Final Destination 3, som hade biopremiär år 2006. I slutet av 2006 släpptes även Wong och kollegan Glen Morgans version av skräckfilmen Stilla natt, blodiga natt (Black Christmas), där själva regidelen ansvarades hos Morgan.
År 2009 var Wong regissör på filmen Dragonball Evolution, som var en live-action-variant på mangaserien Dragon Ball. Denna film skulle dock komma att få ett dåligt mottagande, av både kritiker och biopublik.
Sedan år 2011 är Wong, tillsammans med Ryan Murphy, exekutiv producent, på skräckdramaserien American Horror Story. År 2015 och 2017 agerade han dessutom som manusförfattare och regissör, på tre stycken avsnitt av Arkiv X (säsong 10 och 11).

## Privatliv
James Wong är gift med Teena Wong, med vilken han har tre barn.

## Filmografi (i urval)

### Filmer
- 1985 – Ondskans terror
- 2000 – Final Destination
- 2001 – The One
- 2003 – Willard
- 2006 – Final Destination 3
- 2006 – Black Christmas
- 2009 – Dragonball Evolution

### TV-serier
- 1989–1990 – Booker (TV-serie)
- 1989–1990 – 21 Jump Street (TV-serie)
- 1990 – Wiseguy (TV-serie)
- 1991–1992 – Scali (TV-serie)
- 1993–1997 – Arkiv X (TV-serie) (även 2016–2018)
- 1995–1996 – Slaget om Tellus (TV-serie)
- 1996–1998 – Millennium (TV-serie)
- 2000 – The Others (TV-serie)
- 2010 – Tower Prep (TV-serie)
- 2010–2011 – The Event (TV-serie)
- 2011–2019 – American Horror Story (TV-serie)
- 2022 – 9-1-1 (TV-serie)